# リポフスチン
リポフスチン（英: lipofuscin）は、細胞質内の不飽和脂肪酸の過酸化によりリソソーム内に形成される不溶性色素。リソソームによって細胞内消化された異物の残余物質であり、加齢性色素あるいは消耗性色素とも呼ばれる。ヘモジデリンと異なり鉄を含まない。重度の栄養不良あるいは老齢個体の肝細胞、心筋線維、神経細胞において出現する。シュモール反応陽性であり青緑色を呈する。萎縮した肝臓あるいは心臓にリポフスチンが認められる場合は褐色萎縮と呼ばれる。